# Gamma Cancri
Gamma Cancri (Asellus Borealis, 43 Cancri) é uma estrela na direção da constelação de Cancer. Possui uma ascensão reta de 08h 43m 17.21s e uma declinação de +21° 28′ 06.9″. Sua magnitude aparente é igual a 4.66. Considerando sua distância de 158 anos-luz em relação à Terra, sua magnitude absoluta é igual a 1.23. Pertence à classe espectral A1IV.